# 898

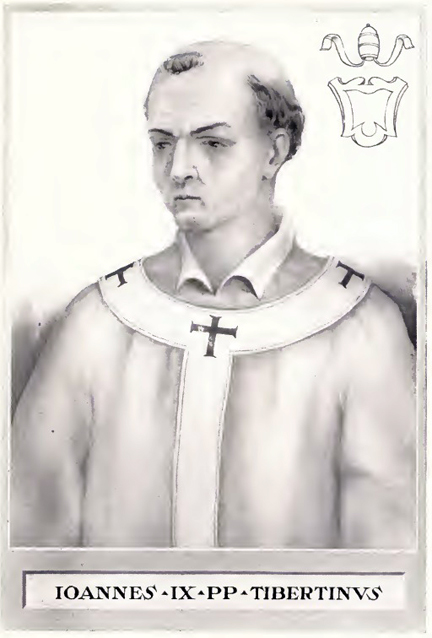
Paus Johannes IX (898 - 900)

Het jaar 898 is het 98e jaar in de 9e eeuw volgens de christelijke jaartelling.

## Gebeurtenissen

### Arabische Rijk
- Al-Hadi il-al-Haqq Yahya bin Husayn, een Arabisch religieus leider, bezoekt op uitnodiging van de Zaidi het noorden van Jemen en sticht er de Zaidi-dynastie die er tot 1962 zal heersen.

### Europa
- 3 januari - Koning Odo I overlijdt in La Fère (Noord-Frankrijk) na een regeerperiode van 10 jaar. Hij wordt opgevolgd door de 18-jarige Karel III ("de Eenvoudige"), een zoon van Lodewijk de Stamelaar, als heerser van het West-Frankische Rijk. Karel heeft echter weinig macht, de Frankische hertogen en graven (die meer macht hebben dan de koning) voeren een onafhankelijk bewind.
- Fulco I, een Frankische edelman, wordt door Robert van Bourgondië (een broer van de voormalige koning Odo I) gedelegeerd tot burggraaf van Angers en Tours. Hij is voortdurend in conflict met het opstandige Bretagne en de plunderende Vikingen.
- De Robertijnen (nakomelingen van Odo I) krijgen steeds meer macht. Er beginnen zich zelfstandige territoria in het West-Frankische Rijk te vormen. Zoals in Aquitanië, Catalonië (huidige Spanje), Champagne, Gascogne en Vlaanderen.[1]
- 15 oktober - Koning Lambert II van Italië overlijdt tijdens de jacht (mogelijk vermoord). Na zijn dood, wordt Berengarius I erkend als alleenheerser over het koninkrijk, dit met veel weerstand van de Lombardische adel.

### Lage landen
- Koning Zwentibold van Lotharingen ontslaat Reinier I, graaf van Henegouwen, als zijn raadgever. Reinier vraagt Karel III om koning te worden van Lotharingen. Als straf eist Zwentibold dat hij voor dit verraad alle titels en bezittingen moet afstaan, dit wordt door hem geweigerd. Zwentibold voert tevergeefs een strafexpeditie tegen Reinier, die zich mogelijk bij Furfooz heeft verschanst.[2]
- Het domein van Theux wordt door koning Zwentibold van Lotharingen aan de bisschop van Luik geschonken.

### Religie
- januari - Paus Johannes IX volgt Theodorus II op als de 116e paus van de Katholieke Kerk. Hij verklaart de pausverkiezing van Bonifatius VI in 896 illegaal en herroept de veroordeling van Formosus in de Kadaversynode.

## Overleden
- 3 januari - Odo I, koning van het West-Frankische Rijk
- 15 oktober - Lambert II, keizer en koning van Italië
- Adelbold I, bisschop van Utrecht
- Everhard Saxo, graaf van Hamaland